# STP-Press
STP-Press ist die staatliche Nachrichtenagentur von São Tomé und Príncipe. Sie gibt ihre Meldungen in Portugiesischer Sprache heraus.
STP-Press wurde 1985 in der Hauptstadt São Tomé gegründet. Ricardo Neto ist Direktor der Agentur (Stand Januar 2018).
Auf dem Kommunikationsforum der Gemeinschaft der Portugiesischsprachigen Länder (CPLP) im Juli 1996 in Lissabon wurde die Aliança das Agências de Informação de Língua Portuguesa gegründet, die Vereinigung der portugiesischsprachigen Nachrichtenagenturen. STP-Press gehörte zu den sieben Gründungsmitgliedern.